# Volkswagen Challenger 2000
Il Volkswagen Challenger 2000 è stato un torneo di tennis facente parte della categoria ATP Challenger Series nell'ambito dell'ATP Challenger Series 2000. Il torneo si è giocato a Wolfsburg in Germania dal 7 al 13 febbraio 2000 su campi in sintetico indoor e aveva un montepremi di $25 000.

## Vincitori

### Singolare
Andrej Stoljarov ha battuto in finale  Oscar Burrieza con il punteggio di 3–6, 6–3, 6–0

### Doppio
Jan-Ralph Brandt /  Martin Sinner hanno battuto in finale  Tomáš Cibulec /  Leoš Friedl con il punteggio di 7–5, 3–6, 7–6(7)